# Bez (Midouze)
Pour les articles homonymes, voir Bès.
Ne doit pas être confondu avec Béez.
Le Bez est un affluent droit de la Midouze dans le département français des Landes.

## Étymologie
Le nom du Bez est à rapprocher de celui de la Baïse.

## Géographie
Le Bez naît au nord de Morcenx. Il collecte les eaux du Brassenx et se jette dans la Midouze à Saint-Yaguen.

## Départements et communes traversées
- Landes : Morcenx, Arjuzanx, Arengosse, Villenave, Ousse-Suzan, Saint-Yaguen.

## Principaux affluents
- (G) la Craste, en provenance de Solférino ;
- (G) le Bès d'Arengosse, en provenance d'Arengosse ;
- (G) le Suzan, en provenance d'Ygos.